# Kanton La Roquebrussanne
Der Kanton La Roquebrussanne war bis 2015 ein französischer Wahlkreis im Arrondissement Brignoles, im Département Var und in der Region Provence-Alpes-Côte d’Azur; sein Hauptort war La Roquebrussanne. Vertreter im Generalrat des Départements war zuletzt von 2008 bis 2015 André Guiol (PS).

## Gemeinden
Der Kanton bestand aus acht Gemeinden:
| Gemeinde                    | Einwohner Jahr | Fläche km² | Bevölkerungsdichte | Code INSEE | Postleitzahl |
| --------------------------- | -------------- | ---------- | ------------------ | ---------- | ------------ |
| Forcalqueiret               | 2.697 (2013)   | 10,33      | 261 Einw./km²      | 83059      | 83136        |
| Garéoult                    | 5.422 (2013)   | 15,75      | 344 Einw./km²      | 83064      | 83136        |
| Mazaugues                   | 858 (2013)     | 53,79      | 16 Einw./km²       | 83076      | 83136        |
| Méounes-lès-Montrieux       | 2.073 (2013)   | 40,92      | 51 Einw./km²       | 83077      | 83136        |
| Néoules                     | 2.573 (2013)   | 25,08      | 103 Einw./km²      | 83088      | 83136        |
| Rocbaron                    | 4.389 (2013)   | 20,28      | 216 Einw./km²      | 83106      | 83136        |
| La Roquebrussanne           | 2.526 (2013)   | 37,05      | 68 Einw./km²       | 83108      | 83136        |
| Sainte-Anastasie-sur-Issole | 1.862 (2013)   | 10,71      | 174 Einw./km²      | 83111      | 83136        |